# HD 164428
HD 164428，又名BD+78 616，SAO 8946、HR 6717，是一颗恒星，视星等为6.24，位于銀經109.94，銀緯29.62，其B1900.0坐标为赤經17h 55m 48.4s，赤緯+78° 29.62′ 24″。